# Jacques Backereel

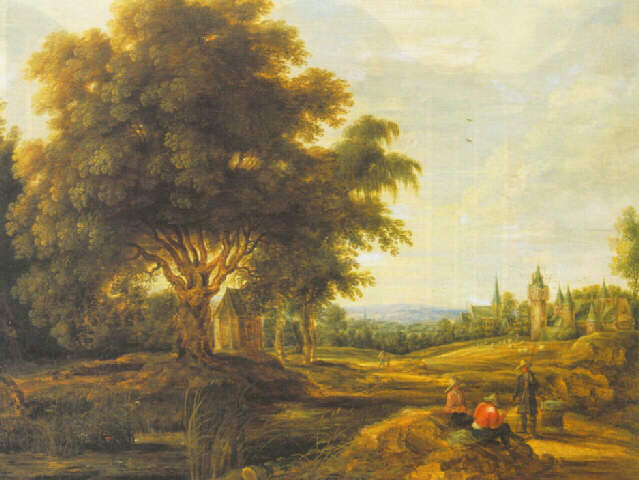
Paesaggio con figure (1650 circa)

Jacques Backereel, o Jackus Backel o Jackus Backerl o Jaeckes Bakereil (Anversa, tra il 1580 e il 1600 – Anversa, dopo il 1658), è stato un pittore fiammingo.

## Biografia
Apprendista presso Tobias Verhaecht, divenne maestro della Corporazione di San Luca nel 1618. Operò soprattutto ad Anversa dal 1612 al 1658, anche se nel 1626 fu segnalata la sua presenza a Roma. Era fratello di Willem e Gillis Backereel anch'essi pittori.
Fra i suoi allievi vi furono Abraham Genoels II e Franciscus van der Steen.